# 迪爾斯多夫
迪尔斯多夫（德語：Dielsdorf）是瑞士联邦苏黎世州迪尔斯多夫区的市镇，也是该区的首府。该市镇面积为5.87平方千米，海拔高度455米，2018年12月31日人口数为6,002。

## 外部連結
- 迪尔斯多夫官方网站 （德文）